# ریشارد پیتس
ریشارد پیتس (لهستانی: Ryszard Piec; ۱۷ اوت ۱۹۱۳ – ۲۴ ژانویهٔ ۱۹۷۹) بازیکن فوتبال اهل لهستان بود.
وی همچنین در تیم ملی فوتبال لهستان بازی کرده‌است.